# Pentair
Pentair plc (PNR) là một công ty xử lý nước của Mỹ được thành lập tại Ireland với địa chỉ cư trú về thuế tại Vương quốc Anh, có văn phòng chính tại Hoa Kỳ tại Minneapolis, Minnesota.. Pentair được thành lập tại Hoa Kỳ, với 65% doanh thu của công ty đến từ Hoa Kỳ và Canada tính đến năm 2017. PNR được tổ chức lại vào năm 2014, chuyển trụ sở công ty từ Thụy Sĩ sang Ireland.
Vào ngày 30 tháng 4 năm 2018, PNR thông báo rằng họ đã hoàn tất việc tách các mảng kinh doanh Điện nước của mình. Giờ đây, trọng tâm chính của công ty là vào các ứng dụng dân cư, thương mại, công nghiệp, thành phố và cơ sở hạ tầng và nông nghiệp. Doanh thu năm tài chính 2018 của nó là 4.9 tỷ đô la Mỹ và nó sử dụng khoảng 9.500 nhân viên trên toàn thế giới